# Operación Vanunu
Operación Vanunu fue una acción de inteligencia llevada a cabo en 1986 por el servicio secreto israelí, que consistió en la ubicación, captura y el traslado a Israel del técnico marroquí Mordejái Vanunu por el delito de traición cometido contra el Estado de Israel al revelar fotografías del Centro de Investigación Nuclear del Neguev, ubicado al sur de Dimona.

## Hechos imputables a Mordejái Vanunu
Mordejái Vanunu tomó ilegalmente fotografías al Centro de Investigación Nuclear del Neguev, que se encuentra ubicado al sur de Dimona, considerado uno de los secretos de Estado mejor guardados de Israel. El técnico marroquí firmó documentos donde se comprometía a mantener en alto secreto todo lo que se desarrollase en la planta nuclear. Después de producirse su despido, tenía en su poder fotografías muy comprometedoras a la dignidad del Estado de Israel. Cometió el delito de violación de secreto de Estado perjudicando a Israel.

## ¿Quién era Mordejai Vanunu y qué relación tenía con el Estado de Israel?
El Dr. Mordejái Vanunu (מרדכי ואנונו) (n. 14 de octubre de 1954) es un extécnico nuclear israelí que divulgó la existencia en Israel de armas nucleares. 
Hizo servicios militares dentro en el Estado y en febrero de 1977 entra en el Centro de Investigación de Negev como técnico. En 1986 se lo declara prescindible por tener ideología de izquierda y pro árabes. Durante su periodo laboral Vanunu toma fotografías en forma ilegal y quedan en su poder. 
Cuando Israel supo del acto, Vanunu fue raptado por el Mossad, juzgado en secreto y sentenciado a 18 años de cárcel. Salió en libertad el 21 de abril de 2004. Según el Ministerio de la Defensa de Israel, a Vanunu no se le permitirá salir de Israel durante un año después de su liberación, debido a "un peligro tangible... de que Vanunu desee divulgar secretos de Estado, secretos que aún no ha divulgado y que no se han publicado previamente."

### La traición de Vanunu
Mordejai Vanunu viajó desde Israel a Sídney para ser entrevistado por un periodista colombiano de apellido Guerrero. El periodista no logró obtener la información de Vanunu, escapando este a Londres con las fotografías.  El periodista que resulta estar enojado le cuenta lo sucedido a un amigo que resulta ser agente del Servicio de Inteligencia y Seguridad de Australia. (el SISA). El amigo les cuenta esta información a sus jefes y los altos mandos se contactan con el MOSSAD. Para esto Vanunu había contactado con el diario The Sundays Times y le brinda toda la información.

## Ejecución de la operación
Mientras que Vanunu esta en Londres, la cúpula del gobierno israelí integrada por el primer ministro Peres y el jefe del servicio secreto Amdoni se congregaron a un comité de emergencia. Definían que hacer con el técnico marroquí. Si asesinarlo por los katsas en Londres o traerlo a Israel. Optaron la segunda opción porque la primera lo consideraron perjudicial al Estado porque al diario le sobraría información para denunciar las actividades nucleares del Estado de Israel. Los voluntarios judíos ubicaron a Vanunu en Londres y se prende la mecha de la operación. 
En tal operación se decide utilizar la trampa sexual, que son métodos antiguos como el espionaje mismo. Se utiliza a una persona de sexo femenino que en la operación es llamada Cindy. Después de estudiar los perfiles psicológicos del técnico se concluye que es fácil manipular porque este era la "típico personalidad solitaria ". Sin amigos, andando solo en la vida. Vanunu conoce a una mujer cerca del hotel, ella lo seduce y tienen una noche de puro placer en Londres. Ella utilizando la historia de su verdadera vida, lo convence a visitar a una supuesta hermana en Roma, Italia.
Cuando llegan al aeropuerto de Roma Cindy se vuelve raramente cariñosa con el técnico marroquí. Aparece un taxi falso y los llevan afuera de la ciudad. Bajan del taxi y entran al hotel, y dentro de la habitación que estaba oscurecida y sin muebles los tres katsas cierran las puertas y la amante le inyecta un somnífero y cae adormecido. Es llevado en ambulancia simulando un desmayo hasta el puerto y el barco embarca a Israel.